# Estados Unidos nos Jogos Olímpicos de Inverno de 1994

Os Estados Unidos competiram nos Jogos Olímpicos de Inverno de 1994 em Lillehammer, Noruega.